# Intelsat 24
O Intelsat 24 (anteriormente chamava-se AMOS-1) foi um satélite comercial de telecomunicações que foi construído pela Israel Aerospace Industries e era operado pela empresa Intelsat. Ele primariamente foi operado pela empresa israelense Spacecom, sendo parte de uma série de satélites chamado AMOS. O satélite foi baseado na plataforma AMOS Bus e sua expectativa de vida útil era de 11 anos. O mesmo saiu de serviço em julho de 2012 e foi transferido para uma órbita cemitério.

## História
O satélite foi operado inicialmente pela Spacecom e posteriormente pela Intelsat.
O AMOS 1/Intelsat 24 usou motores de combustível líquido de 400 Newton para alcançar uma órbita geoestacionária. Ele tem quatorze propulsores para o seu controle em órbita, cada um com empuxe de 10 Newtons. Inicialmente levava 450 kg de propelente (monometil hidrazina e MON-3).
O comprimento do satélite, com os painéis solares abertos, é de 11,5 metros. Estabiliza-se nos três eixos operados por sensores de Terra e de Sol e mediante a volantes de inércia. Os painéis geram 1.150 Watts de potência, com baterias de níquel-cadmio com capacidade de 24 A·h.

## Lançamento
O satélite foi lançado com sucesso ao espaço no dia 16 de maio de 1996 às 01:56:29 UTC, abordo de um foguete Ariane 44L a partir do Centro Espacial de Kourou, na Guiana Francesa, juntamento com o satélite Palapa C2. Ele tinha uma massa de lançamento de 961 kg.

## Capacidade e cobertura
O Intelsat 24 era equipado com 7 transponders em banda Ku para fornecer serviços de comunicações de áudio e vídeo para a Europa e Oriente Médio.